# Bulevardul Aviatorilor
Bulevardul Aviatorilor este o arteră importantă din nordul Bucureștiului, situată în sectorul 1, care leagă Piața Victoriei de Piața Charles de Gaulle, continuând spre nord, până la începutul Parcului Bordei.

## Istoric
Construită între 1875 și 1893, strada era cunoscută sub numele Șoseaua Nouă, pentru ca după 1895 bulevardul să fie inclus în teritoriul admnistrativ al capitalei și să primească un nume nou: Șoseaua Jianu. Drumul unea orașul cu Grădina Bordei și a fost numită Jianu după paharnicul Ion Jianu, care avea o proprietate la începutul șoselei.  Drumul era "mizerabil de primitiv: nepavat, cu șanțuri adânci de ambele părți, plin de gropi, cu praf de două palme". În următorii 20 de ani, șoseaua devine un bulevard lat, pavat cu piatră și luminat pe timp de noapte. În timpul domniei regelui Carol al II-lea, pe bulevard s-a înălțat un monument executat în bronz și închinat eroilor aviatori. De la acest monument i se trage și numele actual: Bulevardul Aviatorilor.

## Clădiri și monumente notabile
- Casa Oromolu (Bulevardul Avatorilor nr. 8)
- Vila Filipescu Brâncoveanu
- Casa Manu-Auschnitt
- Clădirea Institutului și Spitalului de endocrinologie
- Institutul de Istorie „Nicolae Iorga”
- Monumentul Eroilor Aerului
- sediul central USR